# Vadediji
Vadediji is een plaats in de gemeente Žminj in de Kroatische provincie Istrië. De plaats telt 68 inwoners (2001).